# فرانچسکو میلیتسیا
فرانچسکو میلیتسیا (ایتالیایی: Francesco Milizia؛ زادهٔ ۱۲ ژانویه ۱۹۲۰ – درگذشته ۱۵ آوریل ۱۹۸۳) فیلم‌نامه‌نویس اهل ایتالیا بود.

## گزیدهٔ نقش‌آفرینی‌ها
- خانم دکتر ملوانان را بیشتر می‌پسندد (۱۹۸۱)
- یک پلیس زن در نیویورک (۱۹۸۱)
- خانم معلم و همه کلاس در ساحل (۱۹۸۱)
- شوهر در تعطیلات (۱۹۸۱)
- یک هفته کنار دریا (۱۹۸۱)
- همسر در سفر… دل‌داده در شهر (۱۹۸۰)
- خانم دکتر رفته پیش جناب سرهنگ! (۱۹۸۰)
- یک پلیس زن در جوخه هرزه‌ها (۱۹۷۹)
- خانم پرستار در تیمارستان نظامی (۱۹۷۹)
- پرستار شب (۱۹۷۹)
- چگونه معلم‌تان را از راه بدر کنید (۱۹۷۹)
- دختر دبیرستانی در کلاس رفوزه‌ها (۱۹۷۸)
- معلم مدرسه در خانه (۱۹۷۸)
- خانم معلم به دبیرستان پسرانه می‌رود (۱۹۷۸)
- دخترک سرباز در دیدار نظامی (۱۹۷۷)
- راننده تاکسی (۱۹۷۷)
- سنبله، ثور، جدی (۱۹۷۷)
- هم‌کلاسی (۱۹۷۷)
- اعترافات یک پلیس زن (۱۹۷۶)
- خانم دکتر بیمارستان ارتش (۱۹۷۶)
- کلاس مختلط (۱۹۷۶)
- طاووس سیاه (۱۹۷۵)
- معلم مدرسه (۱۹۷۵)
- پوکر در رختخواب (۱۹۷۴)
- آنا، آن لذت خاص (۱۹۷۳)
- جووانونا شاسی‌بلند (۱۹۷۳)
- اسب عریان (۱۹۷۲)